# Alexandre Boucheron
Pour les articles homonymes, voir Boucheron (homonymie).
Alexandre Boucheron, né à Sens le 27 novembre 1847, où il est mort le 27 mai 1887, est un sculpteur français.

## Biographie
Alexandre Boucheron est né à Sens (Yonne). Il expose au Salon des artistes français, de 1880 a 1885, de petites figures d'animaux en cire et en bronze. Il habite à Paris au 61, quai de la Tournelle et fait partie de la Société des artistes français. Il meurt en 1887. 

## Œuvres
- Éléphant d'Asie. Bronze. Salon de 1880 (n°6125).
- Rhinocéros femelle de Nubie. Cire. Salon de 1882 (n° 4137). Cette œuvre reparut en bronze au Salon de 1883 (n° 3370).
- Deux ânesses. Groupe en cire. Salon de 1883 (n° 3371).
- Combat de tigres de Chine. Groupe en cire. Salon de 1884 (n° 3305).
- Étude de cerfs après le combat. Cire. Salon de 1885 (n°3385).